# Observatorio Astronómico de Santa Lucia di Stroncone
El Observatorio Astronómico de Santa Lucia de Stroncone es un observatorio astronómico situado en el norte de Italia, en la ciudad de Stroncone en Umbría, a unos 6 km de la ciudad de Terni.
El observatorio está a una altitud de 350 metros sobre el nivel del mar y está equipado con un telescopio de 500 mm de diámetro con una configuración Ritchey-Chrétien, además los siguientes componentes entre otros:
- Celestron C11 280mm f / 10
- Baker-Schmidt 250mm f / 3
- 105 mm f / 14.2 refractor acromático
- SBIG STL-1001E

Es un centro activo para el descubrimiento de asteroides. Su miembro más afín es el astrónomo aficionado Antonio Vagnozzi, descubridor prolífico de asteroides.
El Centro de Planetas Menores acredita al observatorio el descubrimiento de cincuenta y cinco asteroides llevado a cabo entre los años 1993 y 1999.
Su código MPC es 589 Santa Lucía Stroncone.
Se encuentra a una longitud de 12° 38′24 "E, latitud 42° 30′ 55″ N.